# Llista d'asteroides/172401-172500
| Nom                | Designació provisional | Data de descobriment   | Lloc de descobriment | Descobridor/s      |
| ------------------ | ---------------------- | ---------------------- | -------------------- | ------------------ |
| 172401 -           | 2003 BG24              | 25 de gener de 2003    | Palomar              | NEAT               |
| 172402 -           | 2003 BJ51              | 27 de gener de 2003    | Socorro              | LINEAR             |
| 172403 -           | 2003 BO52              | 27 de gener de 2003    | Socorro              | LINEAR             |
| 172404 -           | 2003 BC53              | 27 de gener de 2003    | Anderson Mesa        | LONEOS             |
| 172405 -           | 2003 BH65              | 30 de gener de 2003    | Palomar              | NEAT               |
| 172406 -           | 2003 BY67              | 27 de gener de 2003    | Socorro              | LINEAR             |
| 172407 -           | 2003 BN69              | 30 de gener de 2003    | Anderson Mesa        | LONEOS             |
| 172408 -           | 2003 BL75              | 29 de gener de 2003    | Palomar              | NEAT               |
| 172409 -           | 2003 BJ77              | 30 de gener de 2003    | Anderson Mesa        | LONEOS             |
| 172410 -           | 2003 CB2               | 1 de febrer de 2003    | Anderson Mesa        | LONEOS             |
| 172411 -           | 2003 CM14              | 3 de febrer de 2003    | Palomar              | NEAT               |
| 172412 -           | 2003 DC13              | 26 de febrer de 2003   | Kleť                 | M. Tichý, M. Kočer |
| 172413 -           | 2003 EH2               | 5 de març de 2003      | Socorro              | LINEAR             |
| 172414 -           | 2003 EW14              | 6 de març de 2003      | Socorro              | LINEAR             |
| 172415 -           | 2003 EZ39              | 8 de març de 2003      | Socorro              | LINEAR             |
| 172416 -           | 2003 FV5               | 26 de març de 2003     | Campo Imperatore     | CINEOS             |
| 172417 -           | 2003 FW37              | 23 de març de 2003     | Kitt Peak            | Spacewatch         |
| 172418 -           | 2003 FV106             | 27 de març de 2003     | Anderson Mesa        | LONEOS             |
| 172419 -           | 2003 GD21              | 4 d'abril de 2003      | Uccle                | Uccle              |
| 172420 -           | 2003 GM48              | 9 d'abril de 2003      | Palomar              | NEAT               |
| 172421 -           | 2003 HF                | 23 d'abril de 2003     | Socorro              | LINEAR             |
| 172422 -           | 2003 OW13              | 28 de juliol de 2003   | Reedy Creek          | J. Broughton       |
| 172423 -           | 2003 OK16              | 26 de juliol de 2003   | Campo Imperatore     | CINEOS             |
| 172424 -           | 2003 OU17              | 29 de juliol de 2003   | Reedy Creek          | J. Broughton       |
| 172425 Taliajacobi | 2003 OJ18              | 25 de juliol de 2003   | Wise                 | D. Polishook       |
| 172426 -           | 2003 OJ31              | 30 de juliol de 2003   | Socorro              | LINEAR             |
| 172427 -           | 2003 PF4               | 2 d'agost de 2003      | Haleakala            | NEAT               |
| 172428 -           | 2003 PX9               | 1 d'agost de 2003      | Socorro              | LINEAR             |
| 172429 -           | 2003 QN1               | 19 d'agost de 2003     | Campo Imperatore     | CINEOS             |
| 172430 -           | 2003 QL8               | 20 d'agost de 2003     | Campo Imperatore     | CINEOS             |
| 172431 -           | 2003 QO16              | 20 d'agost de 2003     | Campo Imperatore     | CINEOS             |
| 172432 -           | 2003 QD18              | 22 d'agost de 2003     | Palomar              | NEAT               |
| 172433 -           | 2003 QN22              | 20 d'agost de 2003     | Palomar              | NEAT               |
| 172434 -           | 2003 QG24              | 21 d'agost de 2003     | Palomar              | NEAT               |
| 172435 -           | 2003 QX24              | 22 d'agost de 2003     | Palomar              | NEAT               |
| 172436 -           | 2003 QE25              | 22 d'agost de 2003     | Palomar              | NEAT               |
| 172437 -           | 2003 QO37              | 22 d'agost de 2003     | Palomar              | NEAT               |
| 172438 -           | 2003 QW37              | 22 d'agost de 2003     | Socorro              | LINEAR             |
| 172439 -           | 2003 QP40              | 22 d'agost de 2003     | Socorro              | LINEAR             |
| 172440 -           | 2003 QE42              | 22 d'agost de 2003     | Socorro              | LINEAR             |
| 172441 -           | 2003 QR45              | 23 d'agost de 2003     | Palomar              | NEAT               |
| 172442 -           | 2003 QC48              | 20 d'agost de 2003     | Palomar              | NEAT               |
| 172443 -           | 2003 QX52              | 23 d'agost de 2003     | Socorro              | LINEAR             |
| 172444 -           | 2003 QN55              | 23 d'agost de 2003     | Socorro              | LINEAR             |
| 172445 -           | 2003 QM57              | 23 d'agost de 2003     | Socorro              | LINEAR             |
| 172446 -           | 2003 QN58              | 23 d'agost de 2003     | Palomar              | NEAT               |
| 172447 -           | 2003 QX59              | 23 d'agost de 2003     | Socorro              | LINEAR             |
| 172448 -           | 2003 QX61              | 23 d'agost de 2003     | Socorro              | LINEAR             |
| 172449 -           | 2003 QN65              | 25 d'agost de 2003     | Palomar              | NEAT               |
| 172450 -           | 2003 QR78              | 24 d'agost de 2003     | Socorro              | LINEAR             |
| 172451 -           | 2003 QV79              | 24 d'agost de 2003     | Reedy Creek          | J. Broughton       |
| 172452 -           | 2003 QB93              | 27 d'agost de 2003     | Palomar              | NEAT               |
| 172453 -           | 2003 QD93              | 27 d'agost de 2003     | Palomar              | NEAT               |
| 172454 -           | 2003 QR101             | 29 d'agost de 2003     | Haleakala            | NEAT               |
| 172455 -           | 2003 QT107             | 30 d'agost de 2003     | Kitt Peak            | Spacewatch         |
| 172456 -           | 2003 RW                | 1 de setembre de 2003  | Socorro              | LINEAR             |
| 172457 -           | 2003 RU1               | 2 de setembre de 2003  | Socorro              | LINEAR             |
| 172458 -           | 2003 RF4               | 1 de setembre de 2003  | Socorro              | LINEAR             |
| 172459 -           | 2003 RO5               | 2 de setembre de 2003  | Socorro              | LINEAR             |
| 172460 -           | 2003 RT11              | 15 de setembre de 2003 | Wrightwood           | J. W. Young        |
| 172461 -           | 2003 SE4               | 16 de setembre de 2003 | Kitt Peak            | Spacewatch         |
| 172462 -           | 2003 SF4               | 16 de setembre de 2003 | Kitt Peak            | Spacewatch         |
| 172463 -           | 2003 SO6               | 17 de setembre de 2003 | Desert Eagle         | W. K. Y. Yeung     |
| 172464 -           | 2003 SQ10              | 17 de setembre de 2003 | Kitt Peak            | Spacewatch         |
| 172465 -           | 2003 SV10              | 17 de setembre de 2003 | Kitt Peak            | Spacewatch         |
| 172466 -           | 2003 SN17              | 18 de setembre de 2003 | Kitt Peak            | Spacewatch         |
| 172467 -           | 2003 SZ22              | 16 de setembre de 2003 | Palomar              | NEAT               |
| 172468 -           | 2003 SE37              | 16 de setembre de 2003 | Palomar              | NEAT               |
| 172469 -           | 2003 SF45              | 16 de setembre de 2003 | Anderson Mesa        | LONEOS             |
| 172470 -           | 2003 SY45              | 16 de setembre de 2003 | Anderson Mesa        | LONEOS             |
| 172471 -           | 2003 SW46              | 16 de setembre de 2003 | Anderson Mesa        | LONEOS             |
| 172472 -           | 2003 SM52              | 18 de setembre de 2003 | Palomar              | NEAT               |
| 172473 -           | 2003 SB55              | 16 de setembre de 2003 | Anderson Mesa        | LONEOS             |
| 172474 -           | 2003 ST70              | 18 de setembre de 2003 | Kitt Peak            | Spacewatch         |
| 172475 -           | 2003 SA76              | 18 de setembre de 2003 | Kitt Peak            | Spacewatch         |
| 172476 -           | 2003 SR79              | 19 de setembre de 2003 | Kitt Peak            | Spacewatch         |
| 172477 -           | 2003 SM86              | 16 de setembre de 2003 | Palomar              | NEAT               |
| 172478 -           | 2003 SM87              | 17 de setembre de 2003 | Socorro              | LINEAR             |
| 172479 -           | 2003 SL95              | 19 de setembre de 2003 | Palomar              | NEAT               |
| 172480 -           | 2003 SE97              | 19 de setembre de 2003 | Socorro              | LINEAR             |
| 172481 -           | 2003 SN103             | 20 de setembre de 2003 | Socorro              | LINEAR             |
| 172482 -           | 2003 SS104             | 20 de setembre de 2003 | Haleakala            | NEAT               |
| 172483 -           | 2003 SA108             | 20 de setembre de 2003 | Palomar              | NEAT               |
| 172484 -           | 2003 SC108             | 20 de setembre de 2003 | Palomar              | NEAT               |
| 172485 -           | 2003 ST117             | 16 de setembre de 2003 | Palomar              | NEAT               |
| 172486 -           | 2003 SO120             | 17 de setembre de 2003 | Kitt Peak            | Spacewatch         |
| 172487 -           | 2003 SP130             | 20 de setembre de 2003 | Socorro              | LINEAR             |
| 172488 -           | 2003 ST131             | 18 de setembre de 2003 | Kitt Peak            | Spacewatch         |
| 172489 -           | 2003 SV138             | 20 de setembre de 2003 | Palomar              | NEAT               |
| 172490 -           | 2003 SV139             | 18 de setembre de 2003 | Kitt Peak            | Spacewatch         |
| 172491 -           | 2003 SF142             | 20 de setembre de 2003 | Kitt Peak            | Spacewatch         |
| 172492 -           | 2003 SL146             | 20 de setembre de 2003 | Palomar              | NEAT               |
| 172493 -           | 2003 SB151             | 17 de setembre de 2003 | Socorro              | LINEAR             |
| 172494 -           | 2003 SH151             | 17 de setembre de 2003 | Socorro              | LINEAR             |
| 172495 -           | 2003 SR155             | 19 de setembre de 2003 | Anderson Mesa        | LONEOS             |
| 172496 -           | 2003 SC165             | 20 de setembre de 2003 | Anderson Mesa        | LONEOS             |
| 172497 -           | 2003 SB168             | 23 de setembre de 2003 | Haleakala            | NEAT               |
| 172498 -           | 2003 SB169             | 23 de setembre de 2003 | Haleakala            | NEAT               |
| 172499 -           | 2003 SJ169             | 23 de setembre de 2003 | Haleakala            | NEAT               |
| 172500 -           | 2003 SH171             | 18 de setembre de 2003 | Campo Imperatore     | CINEOS             |